# Ñandeva jezik
Ñandeva jezik (ISO 639-3: tpj; guasurango, guasurangue, nandeva, ñanagua, tapiete, tirumbae, yanaigua), indijanski jezik kojim govore neka Guarani plemena na području Paragvaja, Bolivije i Argentine. Klasificira se porodici tupi-guarani, velika porodica tupijskih jezika. 
Preko 2 400 govornika većina na području paragvajskog Chaca u naseljima Laguna Negra, Santa Elena, San Lazaro, Pykasu, Nyu Guasu, Coloni 5, Santa Teresita, Marite, Loma. Svega 100 u Argentini od oko 380 etničkih i 70 u Boliviji (Adelaar 2000).

## Vanjske poveznice
- Ethnologue (14th)
- Ethnologue (15th)